# Gabriel López (actor)
Gabriel Manuel López Rodríguez (Caracas, 17 de marzo de 1991) es un actor, cantante, modelo y presentador venezolano.

## Carrera
Gabriel nació en una familia ligada a las artes escénicas. Su padre Diony López encarnó a Popy, un payaso que gozó de gran fama y también fue cantante, compositor y productor de televisión. Comenzó su carrera a la edad de 9 años como el anfitrión del programa de televisión para niños El Club Disney. Su primer papel fue a la edad de 10 años en las telenovelas de RCTV Trapos íntimos. Más tarde, pasó a obtener papeles en otras telenovelas de RCTV como La Cuaima, Amor a palos y La Trepadora. En “La Trepadora” gana el premio “El universo del espectáculo” como mejor actor juvenil, que reconoce la labor de todos los integrantes de la industria artística con un aporte significativo al desarrollo del mundo del espectáculo en Venezuela. En el año 2011 Gabriel Lopez ingresa a Venevision destacándose en sus interpretaciones dentro de los elencos de  El árbol de Gabriel, Mi ex me tiene ganas y De todas maneras Rosa en donde su rol artístico fue de protagonista juvenil en estas producciones. En su carrera como cantante, Gabriel Lopez se hizo acreedor del premio INTER  “Canción telenovela del año” con el tema “Locura de amor” de la telenovela “De todas maneras rosa”.
En 2014, realiza una breve aparición en la novela de Televen, Nora y al año siguiente vuelve a Televen, para la telenovela Piel Salvaje.

## Filmografía
| Año       | Telenovela            | Rol                      |
| --------- | --------------------- | ------------------------ |
| 2019      | Club 57               | Oso/ Barba Negra         |
| 2017-2018 | Sangre de mi tierra   | Rafael Zambrano          |
| 2017      | Milagros de Navidad   | Lucas Ayala              |
| 2017      | Mariposa de barrio    | Carlos                   |
| 2016      | Piel salvaje          | Leandro López-Méndez     |
| 2014      | Nora                  | Guillermo                |
| 2013-2014 | De todas maneras Rosa | Reinaldo Bermúdez        |
| 2012      | Mi ex me tiene ganas  | Germán Zorrilla Franco   |
| 2011-2012 | El árbol de Gabriel   | Saúl Navas "Seis nueve"  |
| 2009-2010 | Libres como el viento | Andrés                   |
| 2008      | La Trepadora          | Yosmir                   |
| 2005-2006 | Amor a palos          | Romano Restrepo          |
| 2003-2004 | La Cuaima             | Coco O'Brian             |
| 2002-2003 | Trapos íntimos        | Gabriel Pérez "Tuqueque" |

## Teatro
| Año  | Obra                       | Rol                         | País      |
| ---- | -------------------------- | --------------------------- | --------- |
| 2014 | El Sauna                   | Adrian                      | Venezuela |
| 2016 | Tres Solteros y medio      | Victor                      | Miami     |
| 2017 | El día de mi boda          | Wedding Planner/Mamá/ amiga | Miami     |
| 2017 | Muertos de amor            | Napoleon                    | Miami     |
| 2018 | SuperDick                  | Malvavisco                  | Miami     |
| 2018 | Madame Macumba             | Mamba                       | Miami     |
| 2018 | Bolívar tenemos que hablar | Simón Bolívar               | Miami     |